# Reggio Calabria megye
Reggio Calabria Olaszország Calabria régiójának egyik megyéje. Székhelye Reggio Calabria város.

## Fekvése

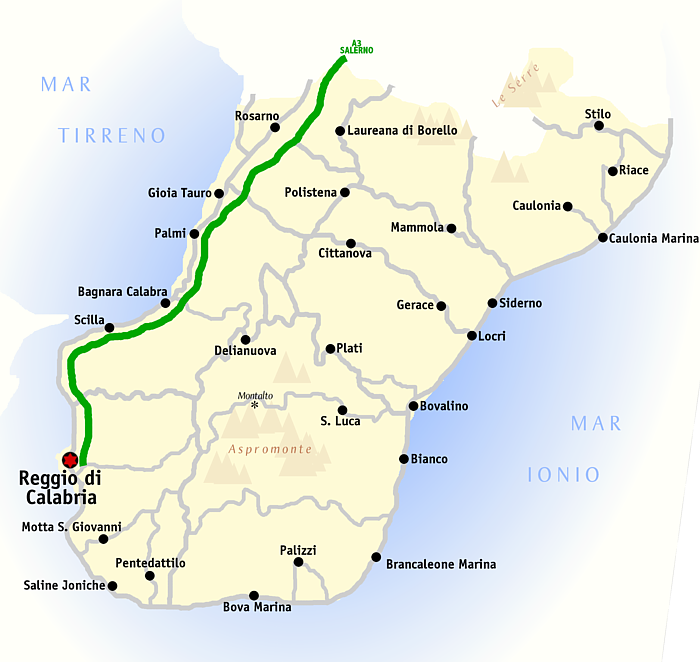
Reggio Calabria megye

Reggio Calabria megye az Appennini-félsziget legdélibb megyéje. Északkeleten Catanzaro valamint Vibo Valentia megyék határolják. Északon a Tirrén-tenger és ennek öble a Gioiai-öböl határolják, délen pedig a Jón-tenger. Nyugaton a Messinai-szoros választja el Szicília szigetétől.
A megye hegyvidéki jellegű, területének nagy részét a Calabriai-Appenninek vonulatai alkotják, pontosabban az Aspromonte (1956 m), amelynek jelentősebb csúcsai a Monte Consolino, Monte Mutolo, Monte Sant’Elia, Monte Stella stb. Egyetlen nagyobb síkvidéke a Gioia Tauro-i síkság a Gioiai-öböl partján.
A megye vízfolyásai rendszerint rövidek, gyors folyásúak változó vízhozammal. A legfontosabb folyók a Torbido, Stilaro, Calopinace és Amendolea. Az egyetlen jelentősebb állóvize a Menta folyó mentén mesterségesen felduzzasztott Menta-tó.
A megye éghajlata mediterrán jellegű.

## Főbb látnivalói
- természeti látnivalók:
  - Aspromonte Nemzeti Park
  - Costa Viola
- kulturális helyszínek:
  - Reggio Calabria, a megye székhelye
  - Scilla erődje
  - Bova, a calabriai görögök legjelentősebb városa
  - Gerace óvárosa
  - Stilo óvárosa
  - Epizephürioi Lokroi romjai

## Községek(comuni)
| Africo             | Ciminà                   | Molochio               | San Pietro di Caridà        |
| Agnana Calabra     | Cinquefrondi             | Monasterace            | San Procopio                |
| Anoia              | Cittanova                | Montebello Ionico      | San Roberto                 |
| Antonimina         | Condofuri                | Motta San Giovanni     | Santa Cristina d’Aspromonte |
| Ardore             | Cosoleto                 | Oppido Mamertina       | Sant’Agata del Bianco       |
| Bagaladi           | Delianuova               | Palizzi                | Sant’Alessio in Aspromonte  |
| Bagnara Calabra    | Feroleto della Chiesa    | Palmi                  | Sant’Eufemia d’Aspromonte   |
| Benestare          | Ferruzzano               | Pazzano                | Sant’Ilario dello Ionio     |
| Bianco             | Fiumara                  | Placanica              | Santo Stefano in Aspromonte |
| Bivongi            | Galatro                  | Platì                  | Scido                       |
| Bova               | Gerace                   | Polistena              | Scilla                      |
| Bova Marina        | Giffone                  | Portigliola            | Seminara                    |
| Bovalino           | Gioia Tauro              | Reggio Calabria        | Serrata                     |
| Brancaleone        | Gioiosa Ionica           | Riace                  | Siderno                     |
| Bruzzano Zeffirio  | Grotteria                | Rizziconi              | Sinopoli                    |
| Calanna            | Laganadi                 | Roccaforte del Greco   | Staiti                      |
| Camini             | Laureana di Borrello     | Roccella Ionica        | Stignano                    |
| Campo Calabro      | Locri                    | Roghudi                | Stilo                       |
| Candidoni          | Mammola                  | Rosarno                | Taurianova                  |
| Canolo             | Marina di Gioiosa Ionica | Samo                   | Terranova Sappo Minulio     |
| Caraffa del Bianco | Maropati                 | San Ferdinando         | Varapodio                   |
| Cardeto            | Martone                  | San Giorgio Morgeto    | Villa San Giovanni          |
| Careri             | Melicuccà                | San Giovanni di Gerace |                             |
| Casignana          | Melicucco                | San Lorenzo            |                             |
| Caulonia           | Melito di Porto Salvo    | San Luca               |                             |